# Macaridion barreti
Macaridion barreti är en spindelart som först beskrevs av Kulczynski 1899.  Macaridion barreti ingår i släktet Macaridion och familjen klotspindlar.
Artens utbredningsområde är Madeira. Inga underarter finns listade i Catalogue of Life.